# Юлиана Гессен-Дармштадтская
Юлиа́на Ге́ссен-Дармшта́дтская (нем. Juliane von Hessen-Darmstadt, в.-фриз. Juliana fan Hessen-Darmstêd; 14 апреля 1606, Дармштадт, Гессен-Дармштадт — 15 января 1659, Вестергоф, Брауншвейг-Люнебург) — принцесса из Гессенского дома, дочь ландграфа Гессен-Дармштадта Людвига V. Супруга графа Ульриха II; в замужестве — графиня Остфрисланда.
Государственным делам предпочитала развлечения. С 1648 по 1651 год являлась регентом графства Остфрисланд. Проводила политику фаворитизма.

## Семья и ранние годы
Родилась в Дармштадте 14 апреля 1606 года. Она была дочерью ландграфа Гессен-Дармштадта Людвига V Верного и Магдалены Бранденбургской, принцессы из дома Гогенцоллернов. По отцовской линии приходилась внучкой ландграфу Гессен-Дармштадта из Гессенского дома Георгу I и Магдалене Липпской, принцессе из дома Липпе. По материнской линии была внучкой курфюрста Бранденбурга Иоганна Георга и Елизаветы Ангальтской, принцессы из дома Асканиев. В десять лет Юлиана потеряла мать; отец умер, когда ей исполнилось двадцать.
В 1629 году, когда Юлиана гостила у старшей сестры, герцогини Брауншвейг-Люнебурга Анны Элеоноры, в замке в Херцберг-ам-Харце, она познакомилась с графом Остфрисланда, с которым обручилась вскоре после знакомства. В 1630 году Юлиана прибыла ко двору в Аурихе, где должна была состояться их с графом свадьба. К жениху её сопровождал брат.

## Брак и потомство
В Аурихе 5 марта 1631 года Юлиана Гессен-Дармштадтская сочеталась браком с графом Остфрисланда Ульрихом II (6 июля 1605 — 1 ноября 1648). Церемонию бракосочетания провёл генеральный суперинтендант Михаэль Вальтер. Свадебные торжества длились несколько дней. В семье графа и графини родились четыре ребёнка:
- сын (род. и ум. октябрь 1631);
- Энно Людвиг (29 октября 1632 — 4 апреля 1660), с 1648 года граф Остфрисланда, 22 апреля 1654 года императорским указом, данным в Регенсбурге, получил титул князя Остфрисланда, 7 ноября 1656 года в Аурихе сочетался браком с графиней Юстиной Софией Барби-Мюлингенской[нем.] (14 апреля 1636 — 12 августа 1677), дочерью графа Барби и Мюлингена Альбрехта Фридриха;
- Георг Кристиан (6 февраля 1634 — 6 июня 1665), с 1660 года граф Остфрисланда, 18 апреля 1662 года императорским указом, данным в Регенсбурге, получил титул князя Остфрисланда, 4 или 14 мая 1662 года в Штутгарте сочетался браком с герцогиней Кристиной Шарлоттой Вюртембергской (21 октября 1645 — 16 мая 1699), дочерью герцога Вюртемберга Эберхарда III;
- Эдцард Фердинанд[нем.] (12 июля 1636 — 1 января 1668), титулярный граф Остфрисланда, регент Остфрисланда с 1665 года, 22 июля 1665 года в Нордене сочетался браком с графиней Анной Доротеей Крихингенской (ум. 10 мая 1705), дочерью и наследницей графа Крихингена[нем.] Альбрехта Людвига.

Как и муж, государственным делам Юлиана предпочитала развлечения. Во время Тридцатилетней войны, когда население графства страдало от иностранных интервентов, граф для супруги разбил увеселительный сад Юлианенбург и построил загородный дворец Сандхорст, чем вызвал негодование у своих подданных.
При дворе в Аурихе у Юлианы появилась фаворитка, фрейлина Елизавета фон Унгнад. Последняя, после разрыва любовной связи с графом Ольденбурга Антоном Гюнтером, от которого она имела внебрачного сына, переехала в Остфрисланд и поселилась в Шируме. Унгнад была свояченицей полковника Эберхарда фон Эрнрайтера, командующего нидерландским гарнизоном в Эмдене. В 1642 году полковник Эрнрайтер получил от графа Остфрисланда в дар поместье Лога. При дворе в Аурихе фаворитка графини познакомилась с бароном Иоганном фон Маренгольцем, который служил воспитателем наследного графа Энно Людвига. В 1646 году она вышла за него замуж.
Ульрих не одобрял общение жены с фрейлиной. Его раздражало влияние, которое фаворитка оказывала на графиню. Не смотря на запрет мужа, Юлиана продолжала тайно посещать Елизавету в Шируме. Из-за этого между ней и графом стали часто возникать споры. Дошло до того, что Ульрих уволил мужа баронессы с места воспитателя наследного графа, однако после, поддавшись уговорам супруги, назначил его дорстом в Беруме.

## Регентство
Юлиана овдовела 1 ноября 1648 года. Ко времени смерти мужа их брак почти распался, однако вдовствующая графиня похоронила супруга со всеми подобавшими ему почестями. Юлиана стала регентом при несовершеннолетнем наследнике, которого отправила с образовательной поездкой по европейским дворам. Своими тайными советниками она назначила Эрхарда фон Эрентройтера и Иоганна фон Маренгольца. Оба назначенца вдовствующей графини были иностранцами и не пользовались уважением у её подданных, поэтому отношения между регентским советом и представителями местных сословий были напряжёнными. Юлиана, как прежде, государственным делам предпочитала развлечения. Пользуясь слабостью вдовствующей графини и желая держать её, как можно дальше, от двора в Аурихе, барон и баронесса Мариенгольц посоветовали ей переехать в загородный дворец в Сандхорсте.
Недовольные действиями ставленников Юлианы, представители местных сословий обратились к её сыну, графу Энно Людвигу, с просьбой, как можно скорее, вернуться и начать самостоятельное правление. Последнему был предоставлен подробный отчёт обо всём происходящем в Остфрисланде. Иоганн фон Мариенгольц всячески препятствовал возвращению юного графа в Аурих. Однако, после того, как в Вене император назначил Энно Людвига своим советником, тот был официально признан совершеннолетним. В мае 1651 года он прибыл в Остфрисланд и приступил к самостоятельному правлению.

## Поздние годы
Сразу после своего возвращения, Энно Людвиг расстроил мать тем, что приказал арестовать Иоганна фон Мариенгольца и начать расследование. Против барона были выдвинуты обвинения в разных правонарушениях, главным из которых была его любовная связь со вдовствующей графиней. Однако ни по одному из обвинений не был начат судебный процесс. Вдовствующая графиня была помещена сыном в свой виттум в замок Берум. 21 июля 1651 года Иоганн фон Маренгольц был казнён в Виттмунде. Решение Энно Людвига подобным образом расправиться с предполагаемым любовником матери было незаконным, за что он получил выговор от императора.
2 июля 1651 года, граф подписал с матерью договор, в котором оба заверяли друг друга в «материнской и сыновней любви». В 1654 году Юлиане позволили приобрести и переехать в поместье Вестергоф в Брауншвейг-Люнебурге. Однако полного примирения между сыном и матерью не случилось. Когда граф Энно Людвиг попросил Юлиану приехать обратно, она отказалась и заявила, что никогда не вернётся в Остфрисланд.
Юлиана Гессен-Дармштадтская умерла в Вестергофе 15 января 1659 года. Останки вдовствующей графини были перевезены в Аурих и погребены в кирхе Святого Ламберта. В 1880 году их перезахоронили в мавзолее дома Кирксена. В 1940-х годах одной из улиц в Аурихе было присвоено её имя.